# Leif Boork
Leif Erik Boork, född 3 juli 1949 i Stockholm, är en svensk före detta ishockeytränare och expertkommentator i TV som varit ledare i tolv olika klubbar, däribland Djurgårdens IF, Hammarby IF, Brynäs IF, Modo och Frölunda. Han har dessutom varit förbundskapten för både det svenska herrlandslaget och det svenska damlandslaget.
Boorks största meriter som tränare är ett SM-guld med Djurgården säsongen 1982/83 och en finalplats i Canada Cup 1984 som förbundskapten för Tre Kronor. 
Boork är gift, har fyra barn och lever idag (år 2020) ett pensionärsliv i Göteborg där han bott sedan år 2009.

## Biografi
Boork är av många i ishockeysverige ansedd som en okonventionell tränare som inte räds nya och utmärkande metoder. Han blev känd i Sverige på allvar säsongen 1984/1985 då han tog över som förbundskapten för svenska landslaget. Till en början blev det succé när han tog Sverige till final mot Kanada i Canada Cup 1984, en final som Kanada dock vann.
Vid VM 1985 i Prag i Tjeckoslovakien blev det däremot en stor miss när Sverige bara blev 6:a vid turneringen och bara klarade av att besegra Västtyskland och Östtyskland. Boork tog på sig ansvaret för fiaskot och avgick med omedelbar verkan. Därpå återgick han till klubb-ishockeyn och Djurgården där det blev en medioker säsong för klubben. Lagets största rubriker kretsade kring ett spektakulärt överlevnadsläger i Stockholms skärgård under försäsongen. Under de följande åren varvade han sportchefstjänster med coachjobb i en rad klubbar, bland annat Västra Frölunda HC och Modo Hockey i Elitserien.
Boork gjorde comeback som tränare 2004/05 då han övertog Uppsalaklubben Almtuna IS i Allsvenskan. Comebacken gav mersmak och till säsongen 2005/06 var Boork tillbaka i Elitserien, denna gång som tränare för Brynäs IF, en klubb han sedan tvingades lämna 2007. Bara ett halvår senare bad Brynäs honom att komma tillbaka och hjälpa klubben som hamnat i Kvalserien. Boork gick in och lyckades tillsammans med nye tränaren Niklas Czarnecki hålla Brynäs kvar i Elitserien.
Boork var från 2009 ishockeyexpert i C Mores TV-sändningar från SHL. Han är dessutom krönikör i Expressen sedan mitten av 1990-talet. Från september 2012 arbetade han under en period som sportslig rådgivare för IF Mölndal Hockeys elitverksamhet.
Boork var assisterande tränare för Sveriges damlandslag före och under vinter-OS 2014. Därefter var han förbundskapten 2014–2018. De bästa resultaten under Boorks tid som förbundskapten var femteplaceringar i VM 2015 och 2016.

## Tränaruppdrag
- IFK Östberga (1967–1971)
- Hammarby IF:s A-Juniorer (1971–1976)
- Tibro IK (1976–1977)
- Nynäshamns IF HC (1977–1979)
- Hammarby IF (1979–1981)
- Djurgårdens IF Hockey (1981–1984)
- Sveriges herrlandslag i ishockey (1984–1985)
- SaiPa (1985–1986)
- Djurgårdens IF Hockey (1986–1987)
- Mora IK (1987–1991)
- Västra Frölunda HC (1991–1994)
- MODO Hockey (1994–1997)
- Norges herrlandslag i ishockey och Utvecklingslandslag (1997–2001, som tränare och sportchef)
- Hammarby Hockey (2001–2004, som tränare och sportchef)
- Almtuna IS (2004–2005, 2007–2008) [6][14][15][16]
- Brynäs IF (2005–2007, Kvalserien 2008) [7][8][17]
- Sveriges damlandslag i ishockey (2013–2014 assisterande tränare, 2014–2018 förbundskapten)[18] [19]

## Släktnamnet Boork
Leif Boorks efternamn är en försvenskning av det finska släktnamnet Porkka. Denna släkt är en av de sverigefinska familjer och släkter som flyttade till Sverige från Finland och landskapet Savolax på 1580-talet till ungefär 1650. Porkka är än idag ett ganska vanligt namn i Finland. Boork härstammar från Säfsens Finnmark i Dalarna.